# 포커스 인 제주
《포커스 인 제주》(FOCUS IN JEJU)는 대한민국 JIBS에서 토요일 오전 9시에 방송되었던 JIBS의 토요일 주간 시사 토크 프로그램이다.

## 방송 시간
| 방송 채널 | 방송 기간                           | 방송 시간                                    |
| --------- | ----------------------------------- | -------------------------------------------- |
| JIBS      | 2007년 10월 14일 ~ 2007년 11월 4일  | 일요일 아침 8시 50분 ~ 오전 9시 45분 (55분)  |
| JIBS      | 2007년 11월 10일 ~ 2012년 5월 12일  | 토요일 아침 8시 50분 ~ 오전 9시 45분 (55분)  |
| JIBS      | 2012년 5월 19일 ~ 2016년 8월 27일   | 토요일 아침 7시 40분 ~ 8시 35분 (55분)       |
| JIBS      | 2016년 9월 14일 ~ 2018년 10월 13일  | 토요일 아침 8시 30분 ~ 오전 9시 25분 (55분)  |
| JIBS      | 2018년 10월 20일 ~ 2018년 12월 29일 | 토요일 아침 7시 40분 ~ 8시 30분 (50분)       |
| JIBS      | 2021년 6월 11일 ~ 2021년 6월 25일   | 금요일 오후 4시 ~ 5시 (1시간)                |
| JIBS      | 2022년 7월 8일 ~ 2023년 2월 17일    | 금요일 오후 4시 ~ 5시 (1시간)                |
| JIBS      | 2021년 7월 1일 ~ 2022년 6월 30일    | 목요일 저녁 6시 50분 ~ 저녁 7시 50분 (1시간) |
| JIBS      | 2023년 3월 11일 ~ 2023년 3월 18일   | 토요일 오전 9시 ~ 오전 10시 (1시간)          |

## 진행자
- 강석창 JIBS 보도제작국장 (남)

## 스태프

### 포커스 인 제주
- 기획: 강석창 (2021년 6월 11일 ~ 2022년 2월 3일) → 조창범 (2022년 2월 10일 ~ 2023년 3월 18일)
- 기술감독: 김창원, 박의준
- 영상/조명: 이광식 (2021년 ?월 ?일 ~ 2022년 2월 10일), 임기봉 (2021년 ?월 ?일 ~ 2023년 3월 18일), 이유관 (2022년 3월 24일 ~ 2023년 3월 18일)
- 음향: 고승옥 (2021년 ?월 ?일 ~ 2023년 3월 18일), 안원주
- 카메라감독: 현길만 (2021년 ?월 ?일 ~ 2022년 1월 6일), 김창영, 김용국 (2021년 ?월 ?일 ~ 2022년 6월 2일), 김기만, 김경윤
- 타이틀: 김용훈
- 문자그래픽: 고지영 (2021년 ?월 ?일 ~ 2023년 3월 18일), 양륜장
- 세트: 현성욱 (2021년 4월 7일 ~ 2023년 3월 18일)
- 작가: 김현주
- FD: 김혜미 (2021년 6월 11일 ~ 2021년 9월 9일) → 이지형 (2021년 9월 16일 ~ 2021년 10월 28일) → 이지은 (2021년 11월 11일) → 김지은 (2021년 11월 18일 ~ 2023년 3월 18일)
- 연출: 송철민
- 기획 제작: JIBS

## 타이틀 변천사
| 기수 | 타이틀              | 방송 기간                          |
| ---- | ------------------- | ---------------------------------- |
| 1기  | JIBS 뉴스현장       | 2007년 10월 14일 ~ 2016년 8월 27일 |
| 2기  | 주간토픽 뉴스포커스 | 2016년 9월 14일 ~ 2018년 12월 29일 |
| 3기  | 포커스 인 제주      | 2021년 6월 11일 ~ 2023년 3월 18일  |

## 같이 보기
- JIBS
- 생방송 투데이